# Baudinella
Baudinella é um género de gastrópode  da família Camaenidae.
Este género contém as seguintes espécies:
- Baudinella baudinensis